# Lithurgus andrewsi
Lithurgus andrewsi är en biart som beskrevs av Cockerell 1909. Lithurgus andrewsi ingår i släktet Lithurgus och familjen buksamlarbin. Inga underarter finns listade i Catalogue of Life.